# 국가품질경영대회

## 개요
제조 및 서비스 산업에서 품질향상, 원가절감, 생산성 향상, 고객만족 등 품질경영 혁신활동에 탁월한 경영성과를 창출한 유공 단체 및 개인에게 매년 11월 서훈·표창 
- 포상분야 : 유공단체, 유공개인, 품질분임조, 국가품질명장, 품질경쟁력우수기업

## 참석인원
2,000여 명(정부, 학계, 수상자, 수상기업 및 가족 등)

## 국가품질경영대회 역대 주요 참석 인사
- 1975년 제1회 전국품질관리 및 표준화대회(김종필 국무총리)
- 1992년 제18회 전국품질경영대회(노태우 대통령)
- 1994년 제20회 전국품질경영대회(김영삼 대통령)
- 2019년 제45회 국가품질경영대회(이낙연 국무총리)
- 2023년 제49회 국가품질경영대회(한덕수 국무총리)